# Костка, Станислав
 Стани́слав Ко́стка  (пол. Stanisław Kostka; 28 октября 1550, Ростково, Польша — 15 августа 1568, Рим, Италия) — святой Римско-Католической Церкви, монах из монашеского ордена иезуитов, покровитель Польши, министрантов.

## Биография
Станислав Костка родился в аристократической семье Косток. Второй сын каштеляна закрочимского Яна Костки (ум. 1576) и Маргариты Крыйской, дочери воеводы мазовецкого Павла Крыйского. Старший брат — хорунжий цеханувский Павел Костка (1549—1609).
Его отец был сенатором в Польском королевстве. До 12 лет получал домашнее образование, в возрасте 14 лет вместе со старшим братом Павлом был отдан родителями на обучение в колледж иезуитов в Вене. Некоторое время проживал в Вене при колледже, но вскоре был вынужден из-за ликвидации колледжа иезуитов указом австрийского императора Максимиллина II, поселиться в доме лютеранина Киндерберга. В 1565 году серьёзно заболел. Во время болезни Станислава Костки домовладелец Киндерберг не пускал к Станиславу католического священника, чтобы тот мог уделить ему таинство Евхаристии. Ночью Станиславу Костке было откровение. Ему явилась святая Барбара с двумя ангелами и принесла Евхаристию. Через некоторое время в эту же ночь он испытал ещё одно откровение: ему явилась Пресвятая Дева Мария с младенцем Иисусом в руках и укрыла Станислава своим покровом. Встав рано утром, Станислав почувствовал себя здоровым и решил вступить в Общество Иисуса (иезуиты). В 1567 году в тайне от своего старшего брата он покинул дом и отправился пешком, преодолев несколько сот километров, в германский центр иезуитов, откуда он был послан в Рим Петром Канизием к Франсиско Борджа, который принял Станислава 28.10.1567 года в новициат ордена иезуитов. Отец Станислава, узнав о его вступлении в монашеский орден, стал ему всячески препятствовать, угрожая запретить деятельность иезуитов в Польше. В возрасте 17 лет Станислав Костка принял монашеские обеты. 10. 08. 1568 года, через девять месяцев после вступления в новициат, Станислав Костка внезапно заболел малярией и умер через пять дней 15 августа 1568 года. Его брат Павел, приехавший в Рим, чтобы забрать его из монашеского ордена иезуитов, нашёл его уже мёртвым.

## Почитание

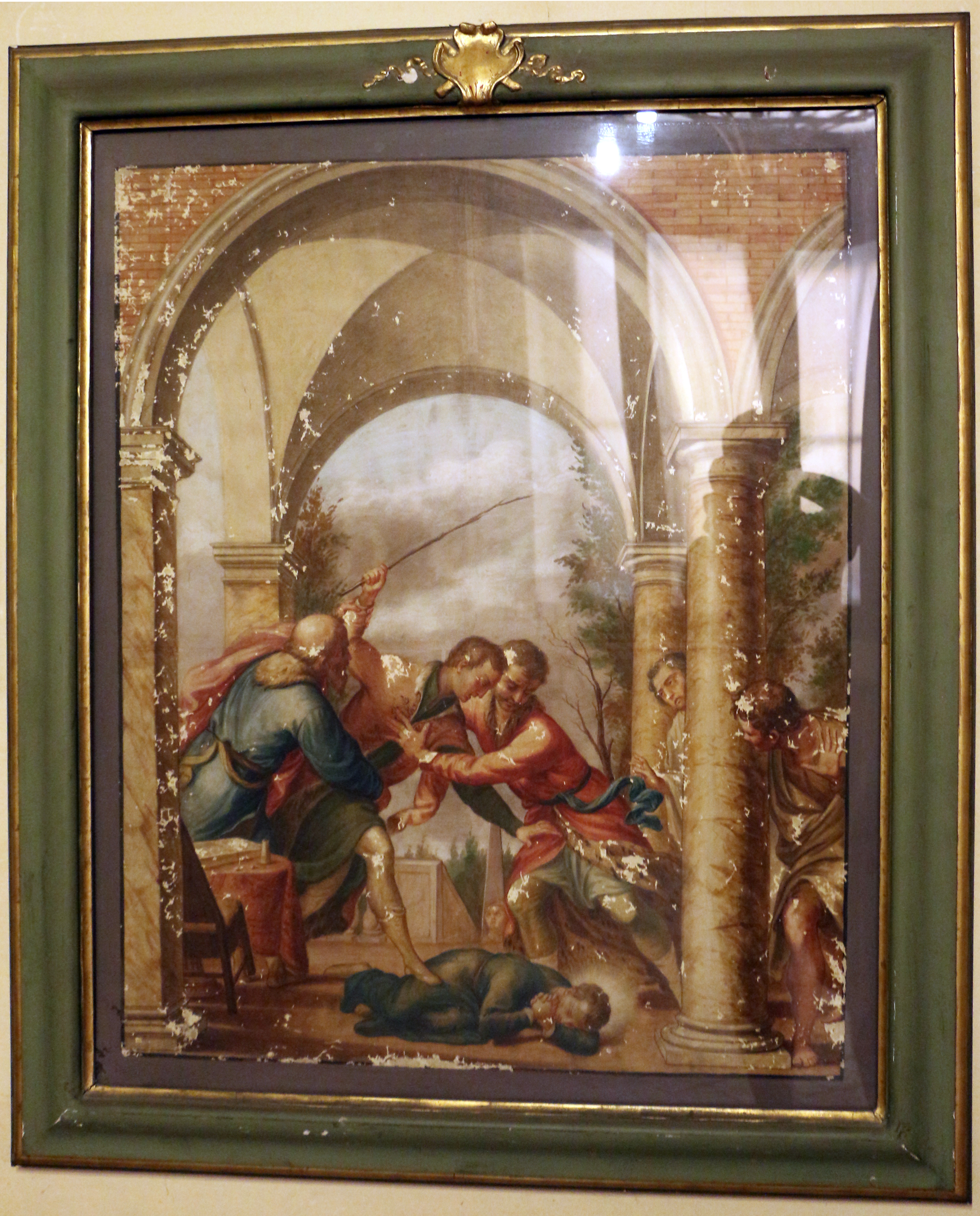
Избиение Станислава Костки его отцом. Автор картины Андреа дель Поццо

Почитание Станислава Костки возникло после того, как через два года, открыв гроб усопшего, обнаружили нетленные мощи. В 1670 году Станислав Костка был причислен к лику блаженных римским папой Климентом X и в 1726 году римский папа Бенедикт XIII причислил его к лику святых. Мощи святого сегодня хранятся в церкви святого Андрея в Риме, Италия. Почитание Станислава Костки широко распространено в Польше, он стал одним из самых молодых покровителей этой страны. В его почитании подчёркивается обыденность его жизни, молодость человека, не совершившего ничего знаменательного, не успевшего осуществить свои планы, но ставшего святым в повседневной жизни. В иконографии Станислав Костка изображается принимающим святую Евхаристию из рук ангела или святой Варвары.
День памяти в Католической церкви — 18 сентября в Польше; 13 ноября в мире.

## Источник
- Holweck, F. G., A Biographical Dictionary of the Saints. St. Louis, MO: B. Herder Book Co., 1924.